# Albert Estengre i Martí
Albert Estengre i Martí (Barcelona, 1975) és actor, rondollaire i cantant actiu al món de les arts escèniques des de 1995.
Va començar en el món de l'espectacle, fent els tradicionals «pastorets». Ha treballat en els musicals Fama, Hair, Joseph and the amazing technicolor dreamcoat i Germans de Sang; també en el teatre infantil, dins la Companyia estable del Teatre Poliorama, en les obres: Charlie Rivel, Càsting, Pirats, Papanotes…
Ha treballat en doblatge i cinema i ha cantat en diverses formacions, com la Glamour Band, un grup de versions que fan gires per Catalunya, The Blues Brothers Band i la Rock'n Rios Band. Des del 2013 és cantant de la banda The Blended Blues Company, que ha publicat un primer disc, Walking and Groove. Ha fet de guionista en programes infantils i escriu lletres per a composicions musicals i poemes.
 És diplomat en treball social per la Universitat Ramon Llull i va estudiar Història i llenguatge musical i cant al Taller de Músics, al barri de Sant Andreu.

## Obra
- D.O. 1975 (2006). Un primer llibre de poesia, escrit conjuntament amb Xavier Guitó.[10][11]

## Discografia
- Walking and Groove (2013), amb el grup The Blended Blues Company[12]
- Rondalles de Joan Amades (2010) explicades pels narradors Albert Estengre i Carles Alcoy, CD publicat a l'ocasió de l'Any Amades.[13]